# Plagiochila platyphylla
Plagiochila platyphylla là một loài rêu trong họ Plagiochilaceae. Loài này được Herzog mô tả khoa học đầu tiên năm 1932.
Danh pháp khoa học của loài này chưa được làm sáng tỏ. 